# Tordmule
Tordmule (Alca torda) är en fågel i familjen alkor som placeras som ensam nu levande art inom släktet Alca. Fågeln förekommer utmed norra Atlantens kuster, dels i nordöstra Nordamerika, dels från Island, Storbritannien och Frankrike österut till Vita havet.

## Utseende
Tordmulen är en stor alka med en längd på 38–43 cm och ett vingspann på 60–69 cm. Den har smala och spetsiga vingar som hopslagna räcker över stjärtroten, och stjärten är längre än hos sillgrisslan. Adulta fåglar har svart huvud, svart ovansida och vitt bröst och buk. Den grova näbben är kort och hög, har vertikala räfflor och en mycket trubbig spets. Näbben är svart med ett tydligt vitt horisontellt streck som sträcker sig över båda näbbhalvorna. Den har även ett vitt vertikalt streck som sträcker sig från övre delen av näbbasen till ögat. I vinterdräkt är hakan, kinden och delar av huvudet vitt. Till skillnad från sillgrisslan har tordmulen helvit "armhåla".

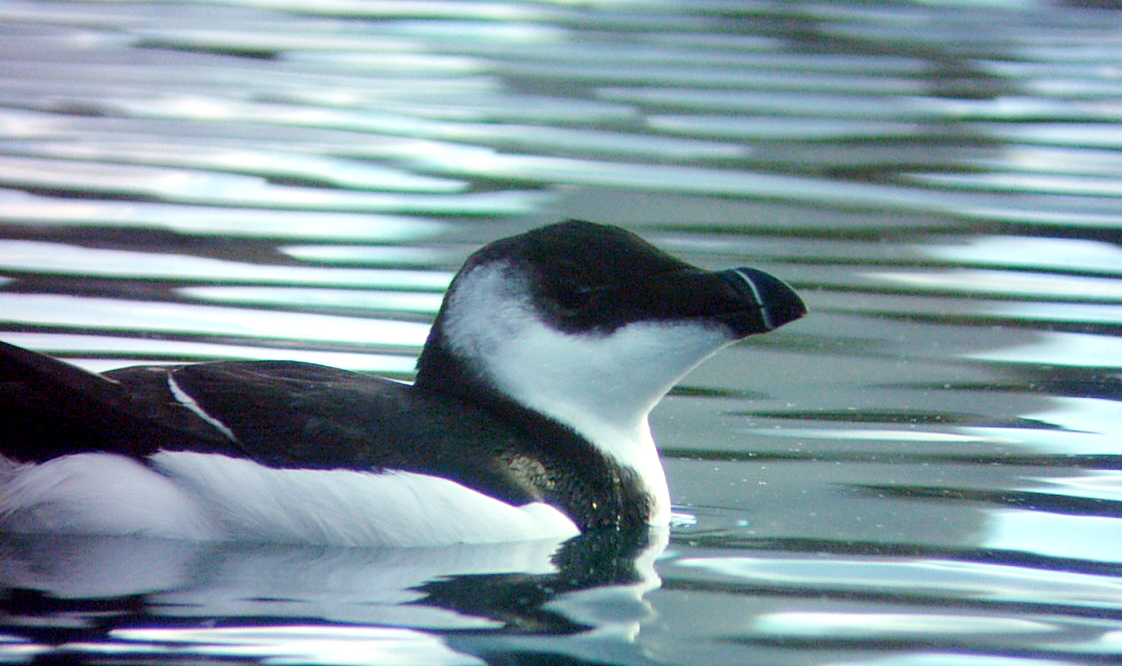
Adult tordmule i vinterdräkt utanför Frankrikes kust.

## Läten
Tordmulen är en rätt tystlåten alka. I häckningskolonierna hörs djupa och knarrande "urrr".

## Utbredning och systematik

### Utbredning

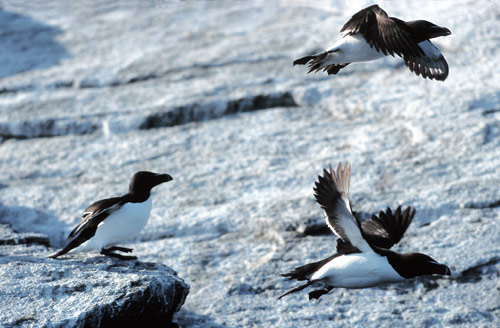
Tordmule fotograferad vid sitt häckningsområde på Røst vid Lofoten i Norge.

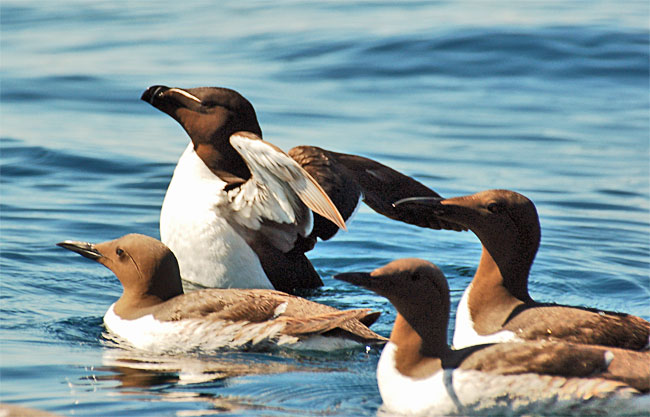
Tordmule tillsammans med sillgrisslor, vid Runde i Norge.

Tordmulens häckningsområden är öar, klippiga stränder och klippor belägna utmed kusterna av norra Atlanten, i östra Nordamerika så långt söderut som Maine, och i Västeuropa från nordvästra Ryssland till norra Frankrike. Nordamerikanska fåglar flyttar och övervintrar på havet utanför kusten i ett område som sträcker sig från Grand Banks vid Newfoundland till New England. Holarktiska fåglar övervintrar också till havs där vissa flyttar så långt söderut som till västra Medelhavet.
Några av de mer välkända häckningskolonierna är: Helgoland i Tyskland (54°10' N), som ligger nära den sydliga häckningsgränsen för arten i Europa och som endast omfattar ett fåtal par. Staple Island, Outer Farne Islands i Storbritannien (55°38' N) där häckningssäsong infaller i maj till mitten av juli. Runde i Norge (62°24' N) där ungefär 3 000 par häckar. På Island finns en koloni på Látrabjarg (65°30' N) där 230 000 par häckar, vilket på mitten av 1990-talet utgjorde cirka 40 % av världspopulationen, och vars häckningssäsong infaller i juni–juli. En annan häckningskoloni på Island ligger på Grímsey (66°33' N).

### Tordmulen i Sverige
Tordmule häckar i klippbranter och på steniga skär i utskärgårdar, främst i Östersjön från Gotland och norra Småland norrut till Ångermanland. Den häckar även i nordvästra Skåne samt i Bohuslän.

### Underarter
Tordmulen delas upp i två erkända underarter med följande utbredning:
- nordlig tordmule[6] Alca torda torda – häckar i nordöstra Amerika och i ett område som sträcker sig från Skandinavien till Murmansk och Vita havet
- isländsk tordmule[6] Alca torda islandica (C. L. Brehm, 1831) – häckar på Island och Brittiska öarna till Frankrike; övervintrar vid Medelhavet

### Förekomst i Sverige
I Sverige häckar tordmulen främst på lokaler i östkustens skärgård och på Gotland, men även på några få platser på västkusten.

### Systematik
Idag placeras tordmulen som ensam art inom sitt släkte, men Alca hade en mycket större mångfald under pliocen och flera fossil har återfunnits från andra arter:
- Alca sp. (sen miocen/tidig pliocen i Lee Creek Mine, USA) – möjligtvis synonym med A. stewarti
- Alca stewarti (Kattendijk Sands tidig pliocene i Belgien)
- Alca ausonia (Yorktown tidig pliocen i Lee Creek Mine, USA – mellersta pliocen i Italien)
- Alca sp. (Puerto de Mazarrón pliocen i El Alamillo, Spanien) – möjligtvis synonym med A. ausonia

Släktet Alca verkar ha utvecklats i ett område i västra Nordatlanten eller i dagens Karibien likt flertalet inom släktgruppen Alcini. Dess förfader nådde dessa vatten genom det då öppna Panamanäset under miocen..

## Ekologi
Tordmulen simmar och dyker mycket bra och flyger också ganska snabbt. Den häckar kolonivis på fågelberg tillsammans med bland annat lunnefågel, sillgrissla i boreala eller lågarktiska områden. Honan lägger ett enda, mycket stort, gråvitt och mörkfläckigt ägg på en klippavsats, i en  springa i klippan, eller i otillgänglig stenskravel. Den livnär sig genom att dyka efter fisk, men också på havslevande kräftdjur och maskar.

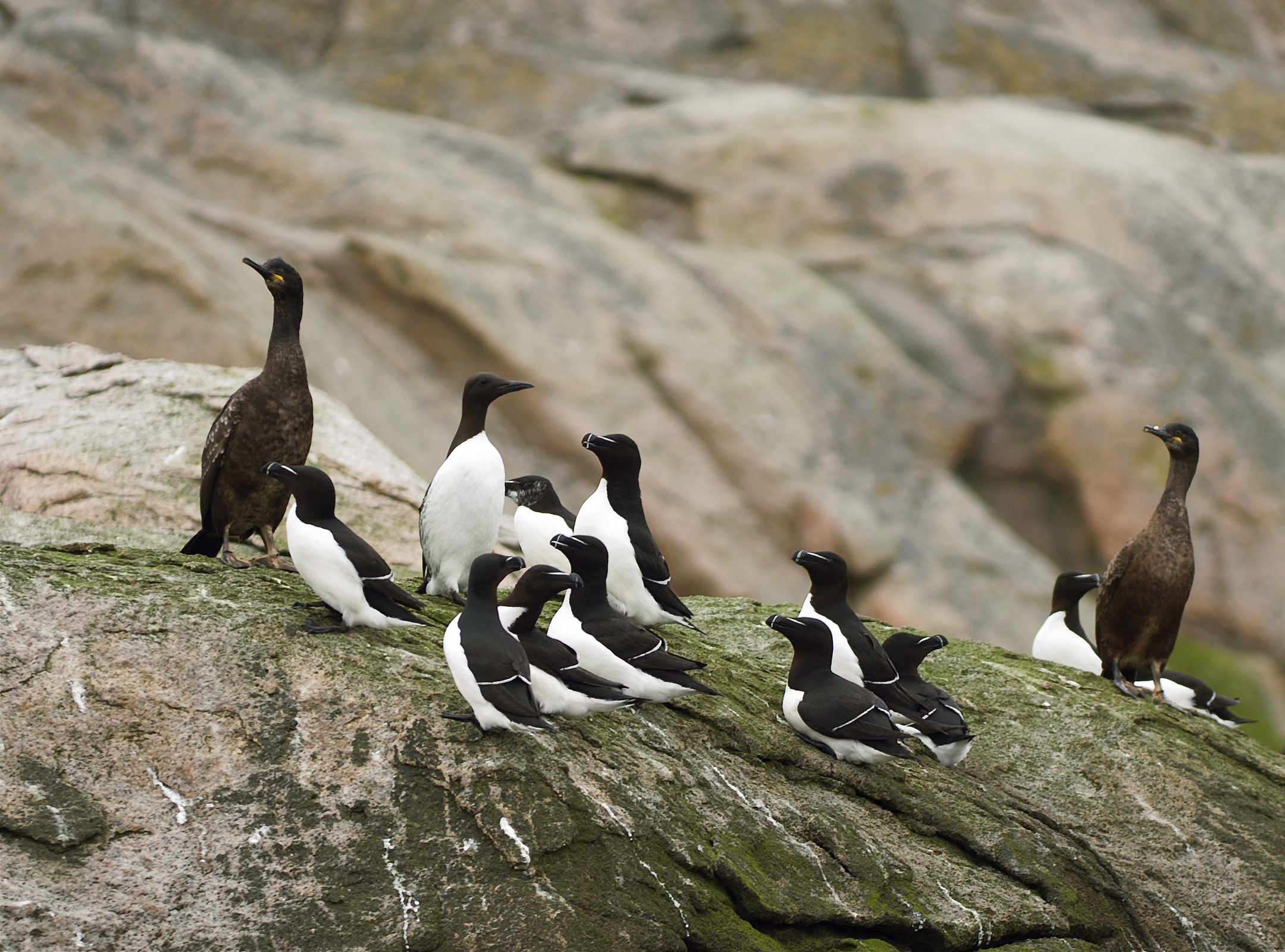
Tordmule på häckningsplats tillsammans med sillgrissla och toppskarv.

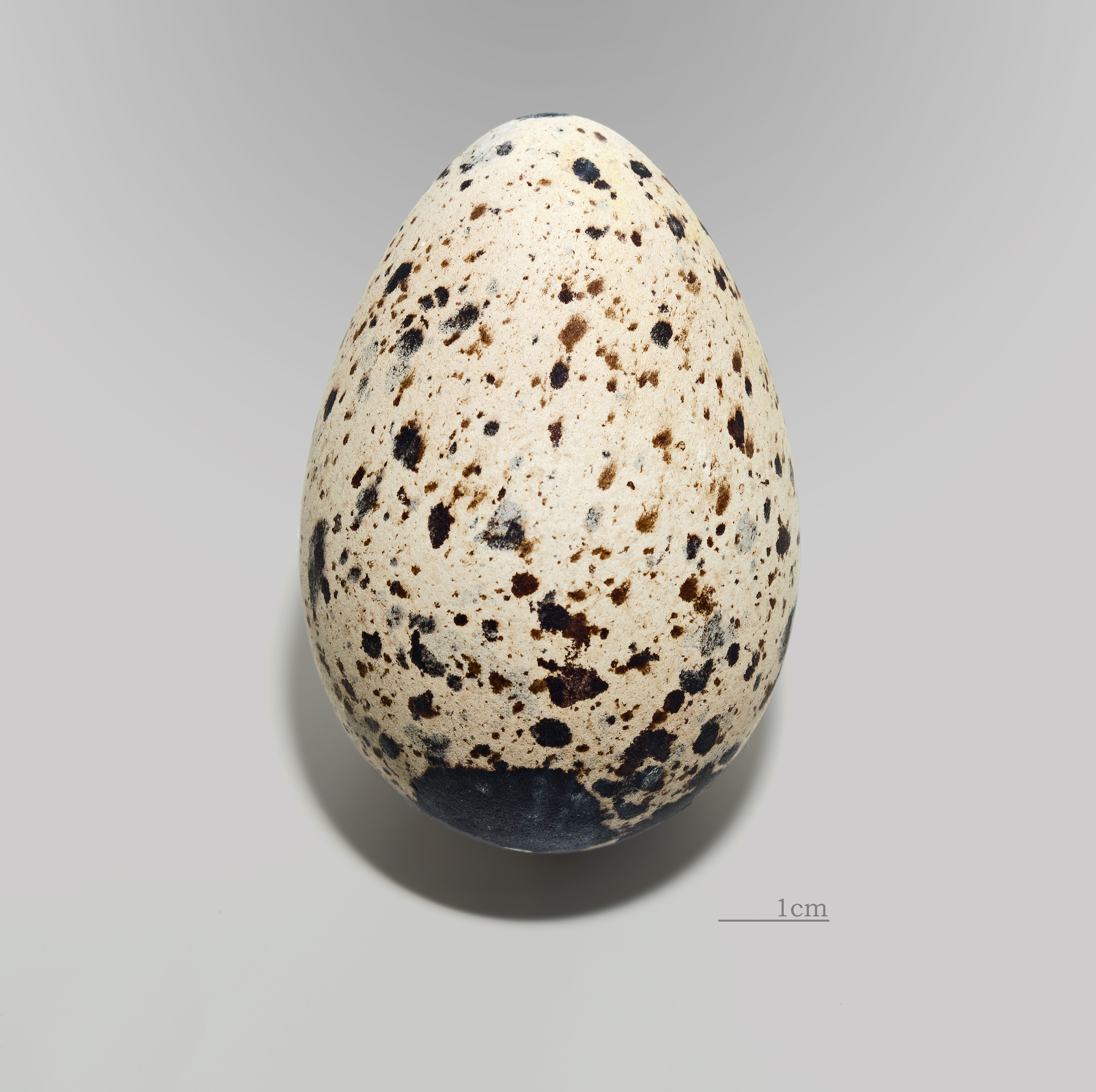
Ägg av tordmule.

Alkor kan bli mycket gamla. Tordmulen blir i genomsnitt 13 år men en individ som ringmärktes i Storbritannien 1967 levde i minst 41 år.

## Tordmule och människan

### Status och hot
Världspopulationen uppskattas till cirka mellan 838 000 och 1 660 000 vuxna individer, baserat på sträcksiffror. Över 90 % av dessa häckar i Europa. En stor del av världspopulationen finns på Island, ett bestånd som tidigare ansågs utgöra hela 60–70 % av det totala beståndet. Fortfarande häckar merparten av Europas tordmular på Island, men inte globalt på grund av ökande bestånd annorstädes.
Arten ansågs tidigare minska relativt kraftigt i antal, grundat på att beståndet på Island minskat med 17 % mellan inventeringar 1983–1986 och 2006–2008, liksom en nedgång i största kolonin Látrabjarg med hela 45 %. Detta sammanföll med en populationskrasch av tobis runt om Island, vilket förmodligen var en bidragande faktor. Internationella naturvårdsunionen IUCN listade därför tordmulen globalt som nära hotad från 2015.
Övervakning av utvalda kolonier mellan 2009 och 2017 visar dock på en tydlig ökning vid Látrabjarg på Island och svaga ökningar på andra platser. Det har också föreslagits att den tidigare minskningen åtminstone till viss del återspeglade en tillfällig omflyttning av häckande par från Látrabjerg till Grimsey och andra ställen.
Ny data indikerar att tordmulen ökat signifikant i hela det europeiska utbredningsområdet, med rapporter om ökningar från nio länder med sammanlagt 90 % av det europeiska beståndet och inga rapporterade minskningar. Även i Sverige listas tordmulen som livskraftig och är i ökande. Beståndet på Stora Karlsö har ökat sedan 1970-talet och innehåller 30 % av populationen i Östersjön.

### Namn
Tordmulen har tidigare kallats skatalka. Äldre dialektala namn är turemule i Blekinge, tord eller törd på Gotland och mule i Ångermanland.